# Maurizio Danielli
Maurizio Danielli (Santa Maria Rezzonico, 23 maggio 1949 – 22 dicembre 2016) è stato un canottiere italiano.

## Biografia
Nato nel 1949 a Santa Maria Rezzonico, in provincia di Como, nel 1971 arrivò 5º nella finale B dell'otto agli Europei di Copenaghen 1971, in 5'48"300.
A 23 anni partecipò ai Giochi olimpici di Monaco di Baviera 1972, nell'otto, insieme a Bulgarello, Carminati, Galiazzo, Gottifredi, Grasselli, Noal, Pigozzo e Rossi, chiudendo la batteria al 4º posto con il tempo di 6'21"80, uscendo poi al ripescaggio, arrivando 5º in 6'20"21.
Morì nel 2016, a 67 anni.